# Toyota Matrix
 (juin 2015).
Si vous disposez d'ouvrages ou d'articles de référence ou si vous connaissez des sites web de qualité traitant du thème abordé ici, merci de compléter l'article en donnant les références utiles à sa vérifiabilité et en les liant à la section « Notes et références ».
La Toyota Matrix est un modèle compact qui est disponible dans les catalogues nord-américains, uniquement, de la marque Toyota. Basée sur la Corolla, mais pensée et produite en collaboration avec Pontiac, une marque du géant américain GM, qui la vend sous le nom de Vibe. Elle est en quelque sorte la version monospace[réf. nécessaire]. En Amérique du Nord, elle est l'une des seules représentantes de la catégorie des monospaces compacts.

## Première génération (2002-2008)
Lancée début 2002, la première Matrix a dû trouver une clientèle, car les monospaces compacts étaient inexistants en Amérique du Nord.
Basée sur la Corolla neuvième du nom, elle est bien plus courte 18 cm, mais elle est plus large et plus haute (+8 cm et +7 cm respectivement). Elle a dépassé les cent mille exemplaires depuis 2004.

### Version XRS
Lancée en même temps que la version de base, cette version sport était équipée du moteur 1.8l 2ZZGE VVTL-I,. Elle fut retirée du catalogue en 2007.

### Version 4x4
Le Matrix première génération était aussi disponible avec une transmission intégrale. Celui-ci était équipé du même moteur que la version de base. Elle disparait du catalogue en même temps que la version XRS, début 2007.

### Motorisations
Elle était disponible avec un seul moteur essence mais en deux versions possédant chacune une puissance spécifique :
- Version de base :
  - 4 cyl. 1.8 130 ch. (2002 - 2004).
  - 4 cyl. 1.8 127 ch. (2004 - 2008).

Elle était disponible en boîte manuelle à cinq vitesses ou en boîte automatique à quatre rapports.
- Version 4x4 :
  - 4 cyl. 1.8 130 ch. (2002 - 2004).
  - 4 cyl. 1.8 118 ch. (2007 - 2007).

Elle était disponible seulement avec la boîte automatique à quatre rapports.
- Version XRS :
  - 4 cyl. 1.8 180 ch. (2002 - 2004).
  - 4 cyl. 1.8 173 ch. (2004 - 2005).
  - 4 cyl. 1.8 170 ch. (2005 - 2006).
  - 4 cyl. 1.8 164 ch. (2006 - 2007).

Elle était disponible avec une boîte manuelle à six vitesses ou avec une boîte automatique à 4 vitesses (seulement 1500 exemplaire en Amérique du Nord)

### Galerie photos

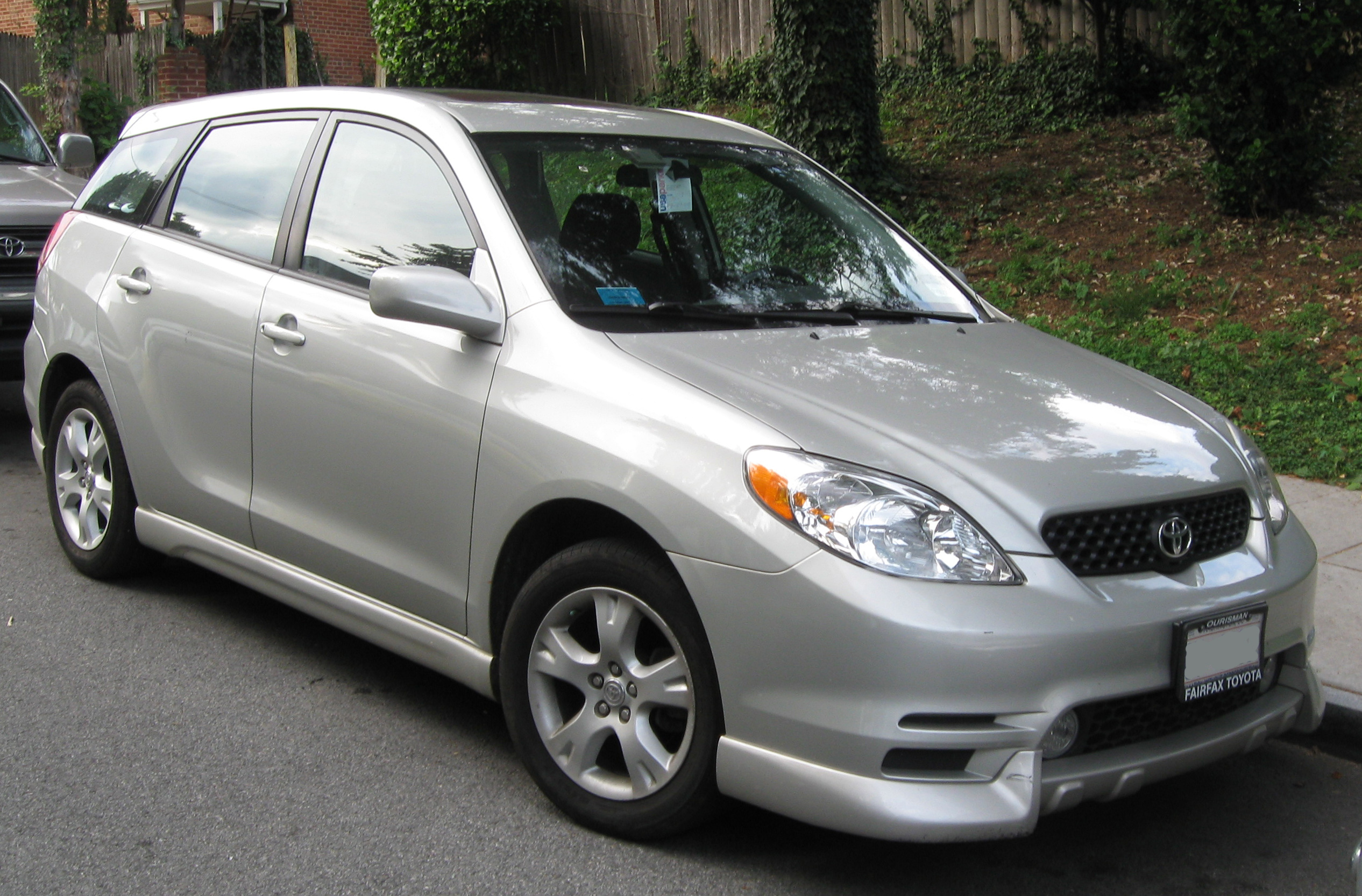
Matrix  1re génération
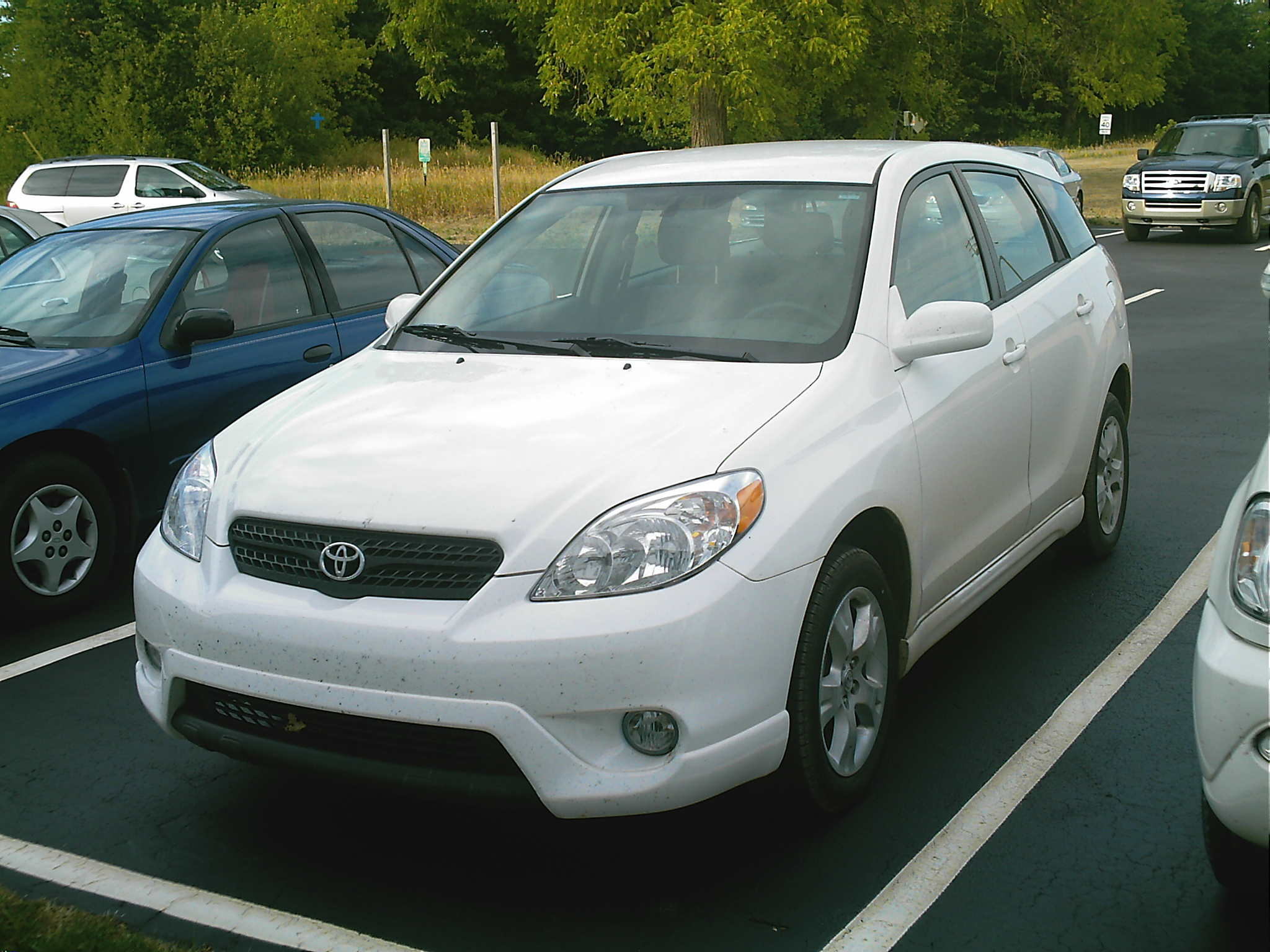
Matrix  1re génération
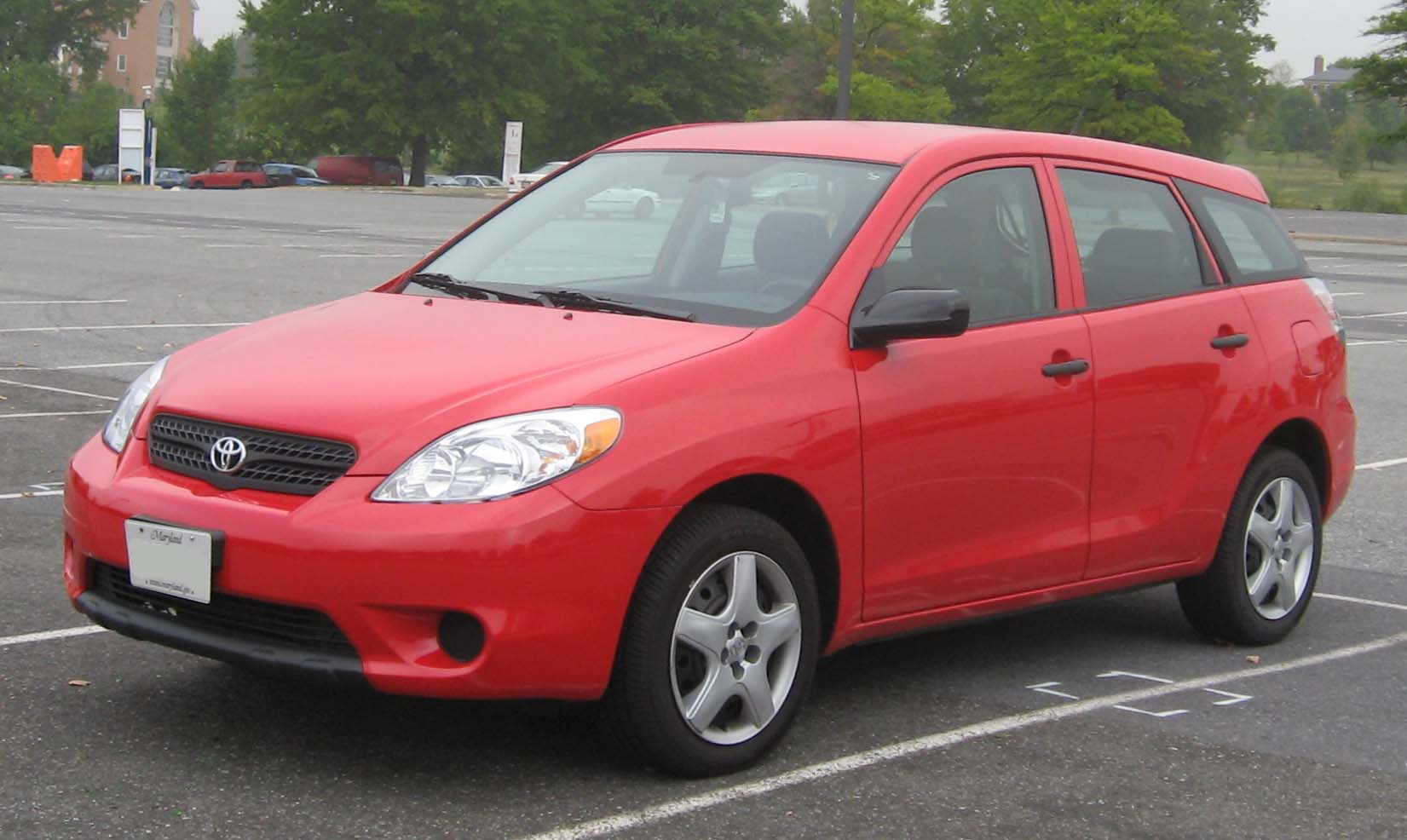
Matrix  1re génération

## Deuxième génération (2008-2014)
Lancée en février 2008, la seconde génération du Matrix est légèrement plus longue que la précédente (+ 2 cm), plus haute d'un centimètre mais moins large d'autant. Elle est basée sur la Corolla qui a été lancée en même temps.
Elle dispose toujours d'une transmission intégrale, tandis que la version sport XRS est devenue une simple finition et partage son moteur.

### Motorisation
Le Matrix a désormais deux moteurs essences :
- Base     : 4 cylindres, 1 798 cm3, 132 ch.
- S & XRS  : 4 cylindres, 2 362 cm3, 158 ch.

Elle est disponible en boîte manuelle à cinq vitesses ou une automatique à quatre rapports (sur 1.8) ou cinq vitesses (sur 2.4), en traction ou en 4x4 (sur 2.4).

### Galerie photos

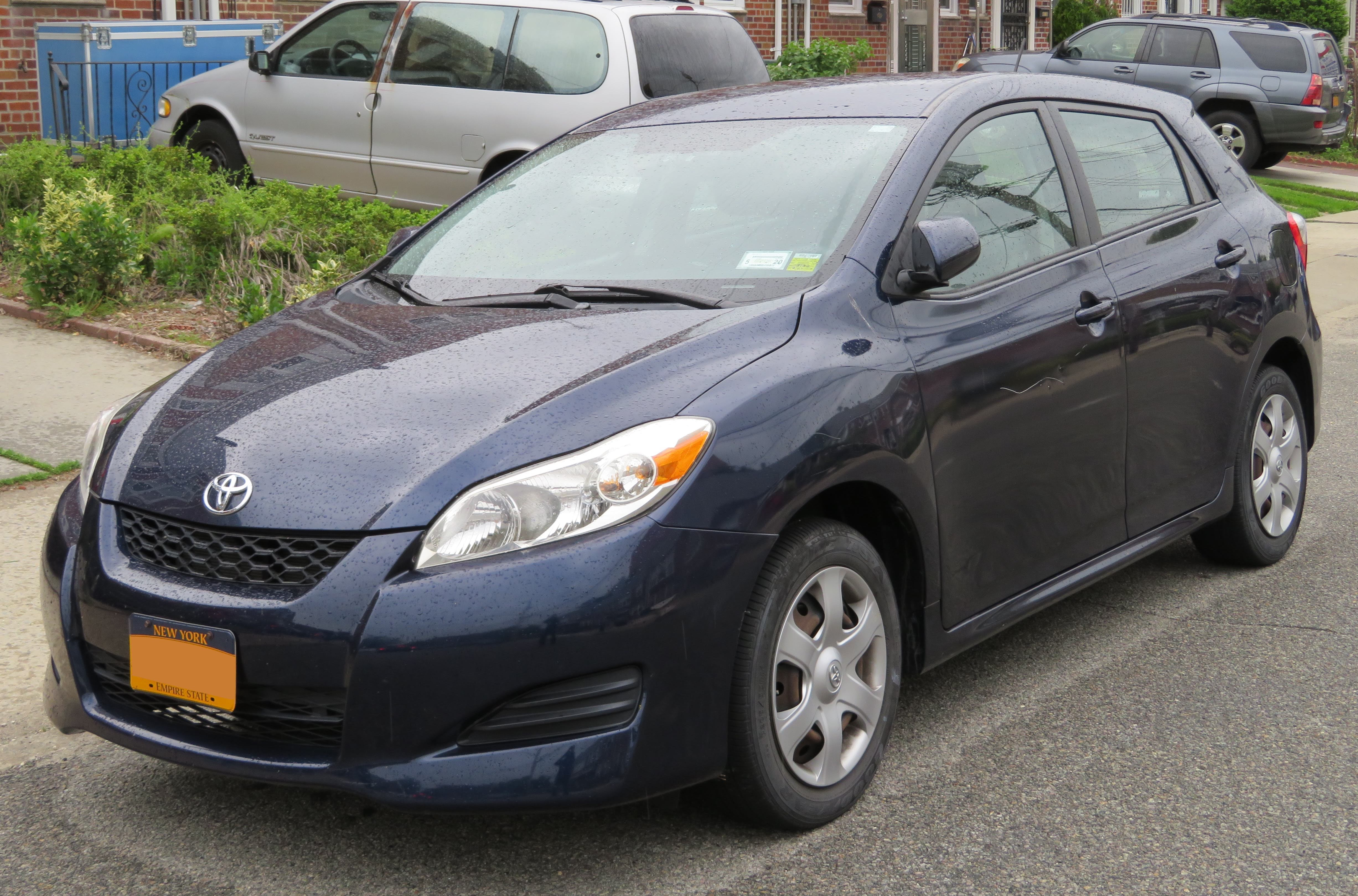
Matrix  2e génération
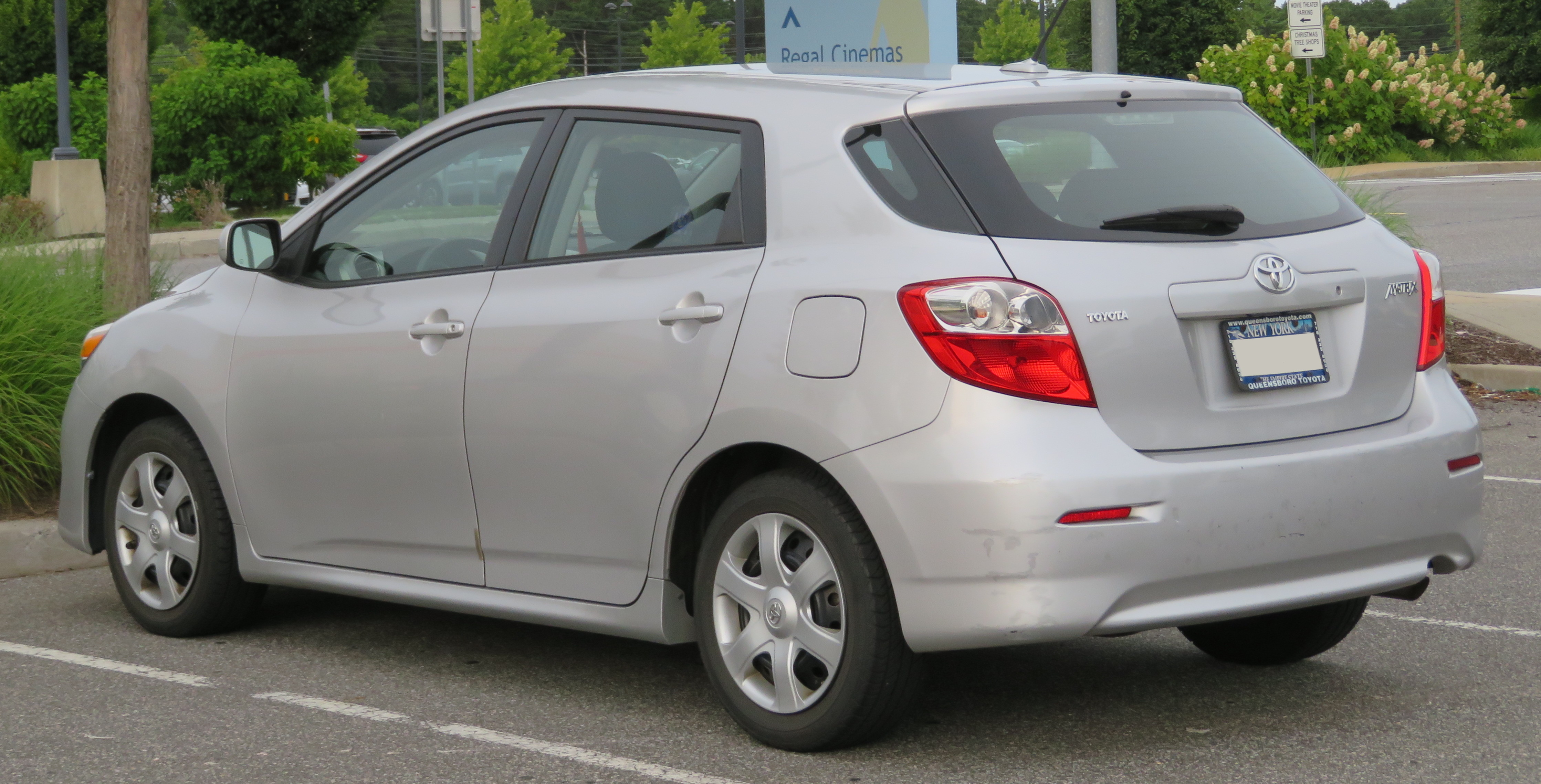
Matrix  2e génération
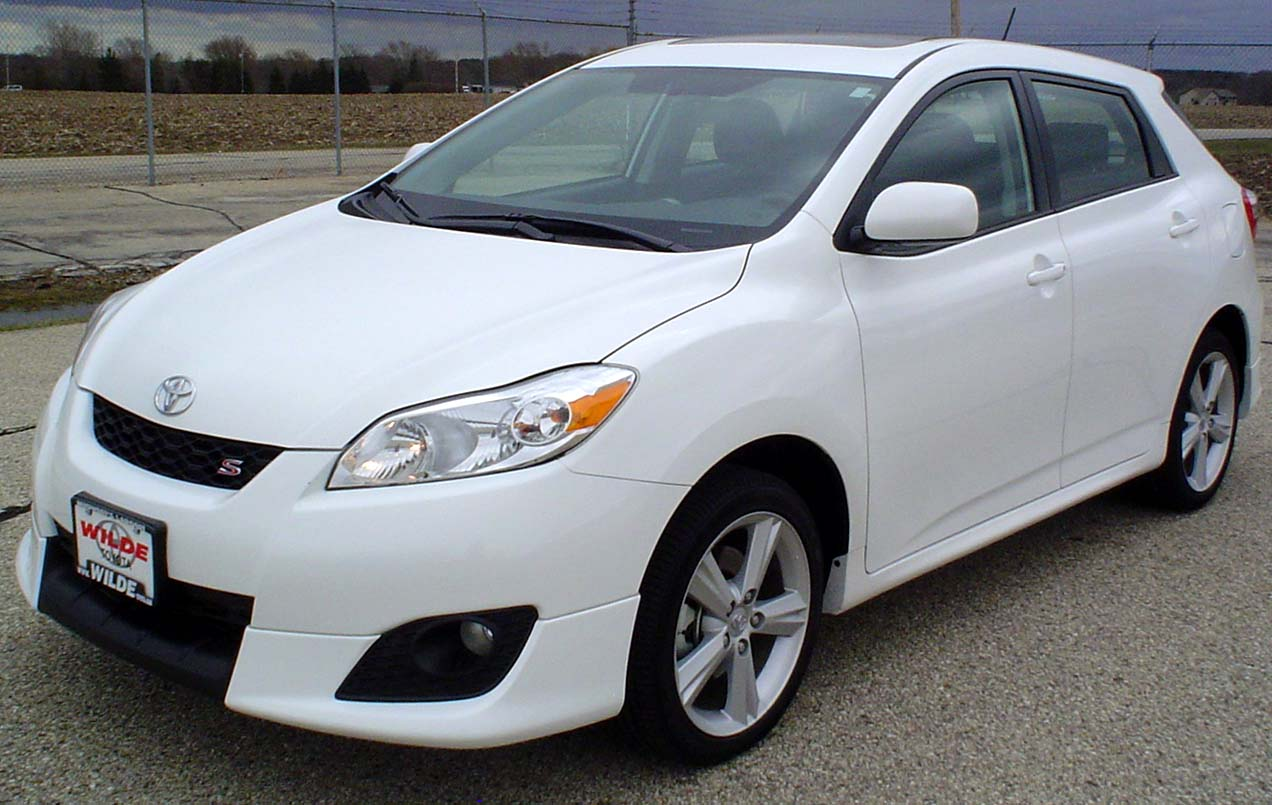
Matrix  2e génération
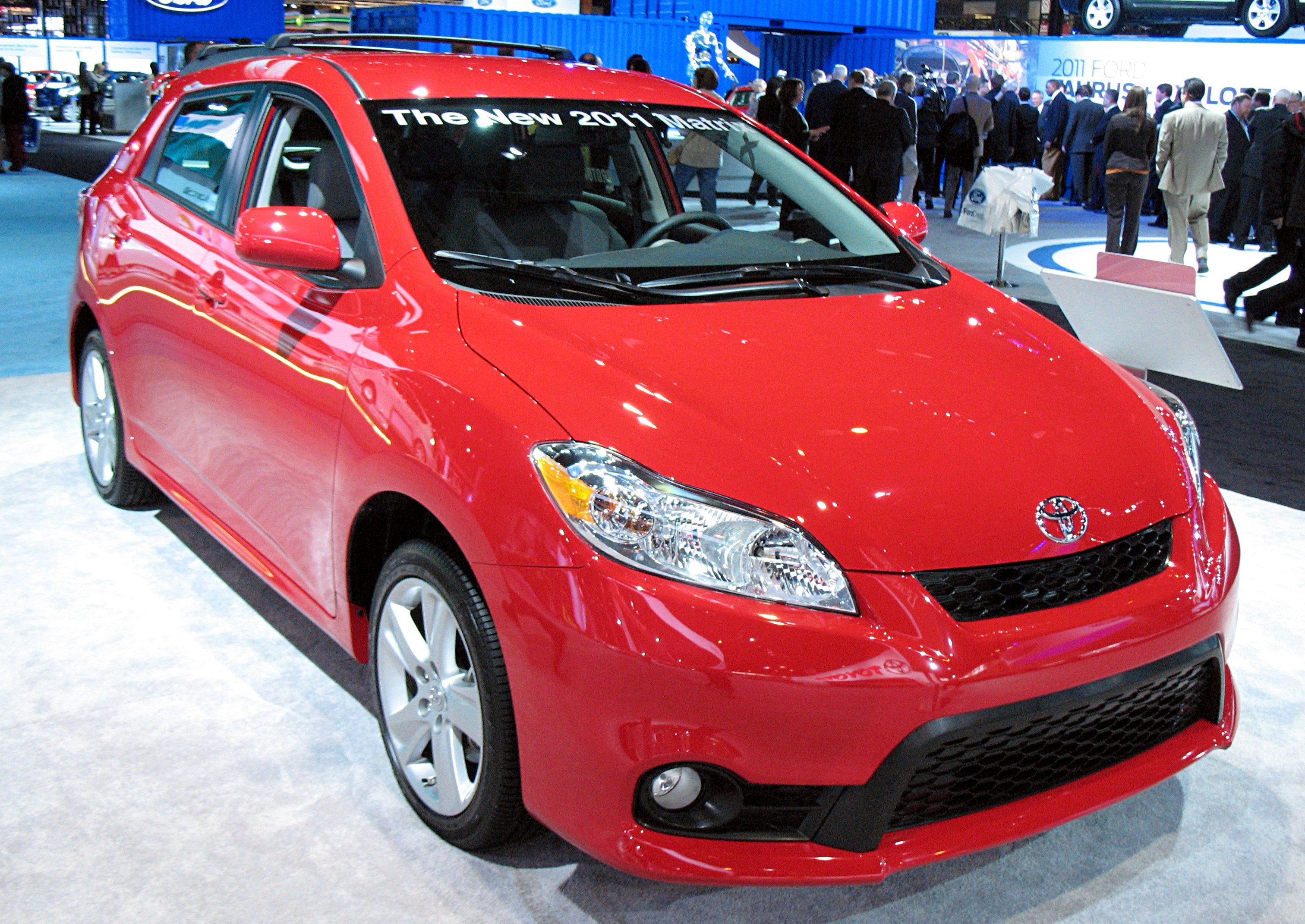
Matrix  2e génération